# Todor
Todor je moško osebno ime.

## Izvor imena
Ime Todor je različica imena Teodor.

## Pogostost imena
Po podatkih Statističnega urada Republike Slovenije je bilo na dan 31. decembra 2007 v Sloveniji 63 oseb z imenom Todor.